# Врапчићи
Врапчићи су насељено мјесто града Мостара, Федерација Босне и Херцеговине, БиХ. Врапчићи се често сматрају Мостарским предграђем, а данас су најпознатији по томе што се у њима налази стадион Врапчићи на којем домаће утакмице игра фудбалски клуб Вележ. Врапчићи су прије рата били најбројније српско насеље у Мостару.

## Становништво
|                      | 2013.          | 1991.          | 1981.          | 1971.          |
| Укупно               | 3 266 (100,0%) | 3 464 (100,0%) | 2 501 (100,0%) | 1 710 (100,0%) |
| Бошњаци              | 2 838 (86,90%) | 802 (23,15%)1  | 412 (16,47%)1  | 397 (23,22%)1  |
| Хрвати               | 204 (6,246%)   | 485 (14,00%)   | 397 (15,87%)   | 422 (24,68%)   |
| Срби                 | 153 (4,685%)   | 1 952 (56,35%) | 1 326 (53,02%) | 851 (49,77%)   |
| Роми                 | 37 (1,133%)    | –              | 20 (0,800%)    | 9 (0,526%)     |
| Неизјашњени          | 19 (0,582%)    | –              | –              | –              |
| Албанци              | 5 (0,153%)     | –              | 1 (0,040%)     | –              |
| Непознато            | 4 (0,122%)     | –              | –              | –              |
| Остали               | 3 (0,092%)     | 77 (2,223%)    | 12 (0,480%)    | 2 (0,117%)     |
| Босанци и Херцеговци | 2 (0,061%)     | –              | –              | –              |
| Муслимани            | 1 (0,031%)     | –              | –              | –              |
| Југословени          | –              | 148 (4,273%)   | 322 (12,87%)   | 23 (1,345%)    |
| Црногорци            | –              | –              | 11 (0,440%)    | 6 (0,351%)     |

1. 1 На пописима од 1971. до 1991. Бошњаци су пописивани углавном као Муслимани.